# 떡값
떡값은 명절에 직장에서 직원에게 주는 특별한 수당을 이르는 말이다. 상여금이나 명절 휴가비 라고도 하는데, 이는 명절에 고향갈 때 부모님께 효도차원에서 선물을 살때 보태어 쓰라는 의미가 들어있다. 예로부터 설날, 추석, 잔치, 제사에는 떡국이나 송편외에도 여러 가지 떡을 만들어서 차례상이나 잔치상에 올리는 풍습이 있었기 때문에 떡을 만드는데 보태라고 떡값을 건넸었다. 현대에 들어서는 뇌물을 비유적으로 이르는 말이기도 한데, 뇌물을 주고 받은 자들이 금품을 떡값 명목으로 주고 받았을 뿐 대가성이 없다고 변명하면서 이러한 의미로 사용되기 시작하였다.
또한, 한국에서는 예로부터 잔치나 생일 등 기념할 만한 날에 주위 사람들에게 떡을 돌리는 풍습 역시 있었다. 현대에 들어서도 새로 가게를 개업하게 되면 홍보와 인사를 겸해서 시루떡 등을 만들어 '개업 떡' 이라는 명분으로 돌리는 것을 종종 볼 수 있다. 이런 미풍양속의 전통으로 인해 특별히 기념해야 할 날이 되면 말 그대로 떡 한 번 해먹을 수 있는 정도의 적은 액수를 인사치레로 건네는 관례가 생겨났다. 떡을 하기가 번거럽거나 힘들 경우에 떡 대신 다른 선물을 하거나, 마땅한 선물거리가 떠오르지 않을 때 편의상 그에 상당하는 돈을 주어 마음의 표시를 했는데, 윗사람이 아랫사람에게 주는 것이 보통이다.  
그런데 오늘날 떡값의 커지면서 이익과 관련된 사람에게 잘 보이기 위하여 바치는 뇌물을 비유적으로 이르는 부정적인 의미의 말로 사용되고 있다. 직책이나 직위 덕분에 사사롭게 얻는 특별한 수입이나 이득은 ‘벼슬덤’ 이라고 하며, 대가성이 인정되어 뇌물죄가 성립할 경우에 형사처벌을 받을 수 있는 범죄행위에 속한다.

## 관련 사건
- 1991년에 보건사회부에 출입하던 기자들이 추석 전후에 떡값 명목으로 기업과 단체로부터 뇌물을 받아 유용한 "보사부 촌지 사건"이 발생하였으며, 연루된 언론사들은 지면에 사고를 게재하고 기자단을 탈퇴하겠다고 선언하였다. (대한민국의 기자실과 기자단 참고.)
- 2007년에 김용철 변호사가 삼성그룹을 퇴사하여 삼성이 검사들에게 떡값 명목으로 뇌물을 공여하였다고 폭로하였고, 삼성으로부터 뇌물을 받았다는 의혹을 받은 검사들은 "떡값 검사"라고 지칭되었다. (삼성 비자금 관련 폭로 참고.)

## 같이 보기
- 뇌물
- 촌지